# Tonight, Tonight, Tonight
Singles de Genesis
In Too Deep
(1987) No Son of Mine
(1991)
Tonight, Tonight, Tonight est une chanson du groupe Genesis parue en 1986 sur l'album Invisible Touch. Elle est également sortie en 45 tours au mois de mars 1987, dans une version raccourcie de moitié par rapport aux neuf minutes de sa version album. La face B reprend la première moitié de la suite Domino, intitulée In the Glow of the Night. Cinquième et dernier single tiré de Invisible Touch, Tonight, Tonight, Tonight se classe no 3 des ventes aux États-Unis et no 18 au Royaume-Uni.
La chanson figure également sur les compilations Turn It on Again: The Hits (1999) et Platinum Collection (2004), dans une version abrégée légèrement différente de celle de 1987.

## Histoire
Selon plusieurs sites anglo-saxons, cette chanson (dont Phil Collins a écrit les paroles) relate la rencontre avec un trafiquant de cocaïne, une drogue qui faisait alors des ravages dans les années 1980. Les paroles détaillent des différents états de la toxicomanie, à savoir l'addiction, le sevrage et la tentation de se réapprovisionner. Toutefois la chanson ne fait pas l'apologie de la consommation de stupéfiants puisqu'elle met en avant les doutes d'un homme vis-à-vis de l'apport d'un prétendu bien-être apporté par la drogue et de sa volonté d'en sortir.

## Musiciens
- Phil Collins : chant, batterie, percussions
- Tony Banks : claviers
- Mike Rutherford : guitare, basse

## Reprises
Le tribute band allemand Still Collins, formé en 1995, incorpore régulièrement la chanson dans son répertoire de concert,. Elle figure également sur son album Live - But Seriously! (2001).
La pièce est interprétée par le groupe Roadhawk sur l'album de reprises de Genesis par divers artistes A Tribute To Genesis - In Too Deep (2002).
Elle apparait en version symphonique sur l'album The Royal Philharmonic Orchestra – Plays Genesis Hits And Ballads (1992).